# 特定地域及び準特定地域における一般乗用旅客自動車運送事業の適正化及び活性化に関する特別措置法
特定地域及び準特定地域における一般乗用旅客自動車運送事業の適正化及び活性化に関する特別措置法（とくていちいきおよびじゅんとくていちいきにおけるいっぱんじょうようりょかくじどうしゃうんそうじぎょうのてきせいかおよびかっせいかにかんするとくべつそちほう、平成21年6月26日法律第64号）は、特定地域の指定、基本方針・地域計画・特定事業計画の作成に関する日本の法律である。略称は「タクシー適正化・活性化法」「タクシー減車法」である。
施行は2009年10月1日、主務官庁は国土交通省で、目的は、一般乗用旅客自動車運送事業の適正化・活性化を推進し、地域における交通の健全な発達に寄与することにある。

## 概要
国土交通大臣は、供給過剰の進行等によりタクシーが地域公共交通としての機能を十分に発揮できていない地域を、特定地域として指定するほか、基本方針を策定する。特定地域では、私的独占の禁止及び公正取引の確保に関する法律（独占禁止法）の適用除外下で、地域計画・特定事業計画を作成し、タクシーサービスの活性化や新規参入要件の厳格化、強制的な減車措置を行う。